# Ivánivka (Lugansk)
Ivánivka (en ucraniano: Іванівка; en ruso: Ивановка, romanizado: Ivánovka) es un asentamiento urbano ucraniano perteneciente al óblast de Lugansk. Situado en el este del país, hasta 2020 era parte del raión de Antratsit, pero desde entonces es parte del raión de Rovenki y del municipio (hromada) de Antratsit.
El asentamiento se encuentra ocupado por Rusia desde la guerra del Dombás, siendo administrado como parte de la de facto República Popular de Lugansk y luego ilegalmente integrado en Rusia como parte de la República Popular de Lugansk rusa.

## Geografía
Ivánivka está a orillas del río Oljovka, a 18 km al norte de Antratsit y 45 km al suroeste de Lugansk. La frontera con el óblast de Donetsk está a unos 5 kilómetros al suroeste de la ciudad.

## Historia
La localidad fue fundada en 1771 por el mayor general Iván Shterich, cuyo nombre derivó en el nombre del asentamiento. Ivánivka formó parte uyezd de Slovianoserbsk de la gobiernación de Yekaterinoslav del Imperio ruso. 
En 1900 se abrió aquí una fundición de hierro. Durante la ocupación alemana en la Segunda Guerra Mundial, las unidades partisanas operaron en el área del pueblo. 
El 30 de junio de 1950, Ivánivka fue designado como asentamiento de tipo urbano. 
En verano de 2014, durante la guerra del Dombás, los separatistas prorrusos tomaron el control de Ivánivka y desde entonces está controlado por la autoproclamada República Popular de Lugansk.

## Demografía
La evolución de la población entre 1859 y 2022 fue la siguiente:
| 9982                                                          | 1668 | 7333 | 7274 | 7107 | 7038 |
| (Fuente: Cities & Towns of Ukraine y UKRAINE: Größere Städte) |      |      |      |      |      |

Según el censo de 2001, la lengua materna de la mayoría de los habitantes, el 57,97%, es el ruso; del 17,18% es el ucraniano.

## Infraestructura

### Transporte
La carretera nacional N 21 atraviesa Ivánivka. La estación de tren de Shterovka se encuentra en la línea Debáltseve-Lijaya. 